# Mirmilão

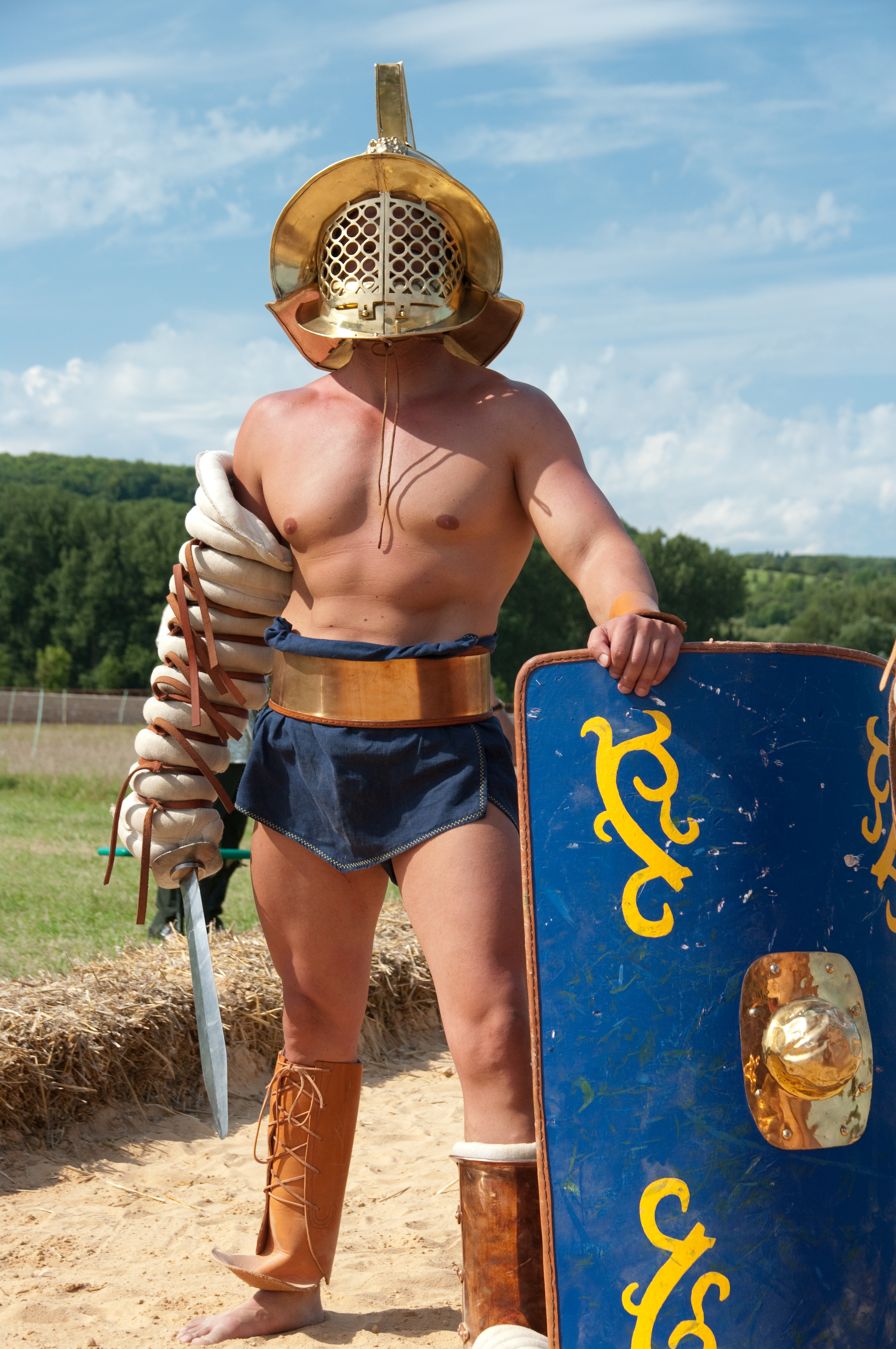
Reconstituição de um mirmilão.

Mirmilão (em latim: Murmillo) era um tipo de gladiador do Império Romano que carregava um grande escudo numa mão e na outra uma espada curta. Seu capacete se assemelhava a um peixe. Os mirmilões eram os oponentes dos trácios e dos hoplômacos.

## Principais Características
Os mirmilões eram também conhecidos como "Homem Peixe", pois utilizavam um capacete com o desenho de um peixe na lateral, sua armadura era semelhante a do secutor, porém seu capacete era diferente, pois o secutor utilizava um capacete liso, o escudo que os mirmilões usavam na maioria das vezes era em estilo celta, usavam proteções de metal ou couro no braço direito, sua arma era o gládio (espada curta), que era a arma mais usada pelo exército romano.